# D211 (Aude)
De D211 is een departementale weg in het Zuid-Franse departement Aude. De weg verbindt Preixan via Lavalette, Alairac en Arzens met Montréal en is ongeveer 11,5 kilometer lang.